# NORC
A NORC egy román internetes szolgáltatás volt, amely – a Google Térkép Utcakép nézetéhez hasonlóan – egyes városok utcáit jelenítette meg kereshető és interaktívan navigálható formában. Romániában indult 2008 decemberében, és elsőként térképezte fel Budapest közterületeit 2009 áprilisában. A munka eredménye 2009 júniusában vált elérhetővé a weben.
Az utcaszintű leképezést (angolul street-level imaging) a bukaresti székhelyű S.C. eXtreme Soft Group S.R.L. cég végezte. A panorámafelvételeket Dacia Logan Van gépkocsiról készítették, amelyet GPS-sel és DGPS korrekciós rendszerrel egészítettek ki.
A szolgáltatás Közép- és Kelet-Európa több országából elérhető volt egyes településekhez:
- norc.at – Ausztria
- norc.cz Archiválva 2009. június 21-i dátummal a Wayback Machine-ben – Csehország
- norc.pl – Lengyelország
- norc.hu – Magyarország
- mappi.ru – Oroszország
- norc.ro – Románia
- norc.sk – Szlovákia

A norc.com és a hozzá tartozó szolgáltatások 2013. november óta nem érhetőek el.

## Feldolgozott területek
(Az alábbi lista a 2011. március 31-i állapotot tükrözi.)
- Ausztria:

Bécs és környéke, Innsbruck és környéke, ezen belül Wattens, Hall in Tirol, Thaur, Aldrans, Ampass, Igls, Natters, Neustift im Stubaital, Fulmes, Axams, Seefeld in Tirol, Scharnitz, Leutasch, St. Leonhard im Pitztal, Längenfeld, Sölden, Pfunds, Ried im Oberinntal, Prutz, Umhausen, Wenns, Arzl im Pitztal, Oetz, Sautens, Roppen és mások, Achenkirch, Pertisau, Buchau, Lärchenwiese, Maurach, Eben am Achensee, Rofansiedlung, Wiesing, Strass im Zillertal, Bruck am Ziller, Fügen, Finsing, Ried im Zillertal, Kaltenbach, Stumm, Aschau im Zillertal, Zell am Ziller, Hippach, Ramsau im Zillertal, Schwendau, Mayrhofen, Finkenberg
- Csehország:

Prága és környéke, Brno, Plzeň, Olmütz, Ostrava és környéke
- Lengyelország:

Varsó, Bytom, Tarnowskie Góry, Radzionków, Dąbrowa Górnicza, Piekary Śląskie, Siemianowice Śląskie, Mysłowice, Jaworzno, Będzin, Pyskowice, Poznań, Cracovia, Gliwice, Katowice, Ruda Śląska, Sosnowiec, Wojkowice, Wrocław, Zabrze
- Magyarország:

Budapest, Szentendre, Debrecen, Hajdúszoboszló, Szeged, Miskolc, Győr, Balaton-parti települések (többek közt Siófok, Fonyód, Balatonboglár, Keszthely, Balatonfüred, Balatonalmádi és mások)
- Oroszország:

Moszkva és környéke
- Románia

Bukarest; Arad megye: Arad; Argeș megye: Pitești, Curtea de Argeș, Transzfogarasi út; Bákó megye: Bákó; Beszterce-Naszód megye: Beszterce; Bihar megye: Nagyvárad, Váradszentmárton, Rontău, Hájó, Félixfürdő; Botoșani megye: Botosán; Brăila megye: Brăila; Brassó megye: Brassó, Barcaszentpéter, Négyfalu, Brassópojána, Predeál; Buzău megye: Bodzavásár, Râmnicu Sărat, Poșta, Podgoria, Topliceni; Călărași megye: Călărași; Constanța megye: Konstanca, Năvodari, Mamaia, Észak- és Dél-Eforie, Costinești, Olimp, Neptun, Jupiter, Cap Aurora, Venus, Saturn, Mangalia, 2 Mai, Vama Veche; Dâmbovița megye: Târgoviște, Ulmi, Mânăstirea, Crevedia, Samurcași; Dolj megye: Craiova; Fehér megye: Gyulafehérvár, Szászsebes; Galați megye: Galați; Giurgiu megye: Gyurgyevó, Bolintin-Deal; Hargita megye: Csíkszereda; Hunyad megye: Déva; Iași megye: Jászvásár; Ilfov megye: Buftea, Ciorogârla, Chiajna, Roșu, Dudu, Mogoșoaia, Chitila, Corbeanca, Balotești, Tamași, Petrești, Otopeni, Tunari, Pipera, Afumați, Ștefăneștii de Sus, Ștefăneștii de Jos, Fundeni, Cozieni, Pasărea, Brănești, Pantelimon, Cernica, Dobroești, Voluntari, Popești-Leordeni, Jilava, Alunișu, Măgurele, Vârteju, Bragadiru; Kolozs megye: Kolozsvár, Szászfenes; Kovászna megye: Sepsiszentgyörgy; Máramaros megye: Nagybánya, Máramarossziget, Hosszúmező, Kövesláz, Kistécső, Szaplonca, Szarvaszó, Pálosremete, Magyarlápos, Aknasugatag és mások; Maros megye: Marosvásárhely, Marosszentkirály, Marosszentanna, Marosszentgyörgy, Koronka, Segesvár; Neamț megye: Karácsonkő, Románvásár; Prahova megye: Ploiești, Ploieștiori, Țânțăreni, Blejoi, Bărcănești, Azuga, Bușteni, Sinaia, Breaza, Câmpina, Poiana Câmpina, Provița de Jos; Suceava megye: Szucsáva, Gura Humorului; Szatmár megye: Szatmárnémeti, Avasújfalu, Lajosvölgy, Avasfelsőfalu; Szeben megye: Nagyszeben; Temes megye: Temesvár, Ghiroda; Tulcea megye: Tulcsa, Sulina, a Duna-delta számos része; Vâlcea megye: Râmnicu Vâlcea, Vlădești; Vaslui megye: Vászló, Moara Grecilor; Vrancea megye: Foksány, Golești
- Szlovákia:

Pozsony, Besztercebánya, Kassa, Nyitra, Nagyszombat, Zsolna

## Fordítás
- Ez a szócikk részben vagy egészben  a   NORC című román Wikipédia-szócikk ezen változatának fordításán alapul.  Az eredeti cikk szerkesztőit annak laptörténete sorolja fel. Ez a jelzés csupán a megfogalmazás eredetét és a szerzői jogokat jelzi, nem szolgál a cikkben szereplő információk forrásmegjelöléseként.

## Külső hivatkozások
- Norc.hu